# Берёзовка (Чистопольский район)
Берёзовка — деревня в Чистопольском районе Татарстана. Входит в состав Кубасского сельского поселения.

## География
Находится в центральной части Татарстана на расстоянии приблизительно 11 км по прямой на западо-северо-запад от районного центра города Чистополь на берегу Куйбышевского водохранилища.

## История
Основана в середине XVIII века.

## Население
Постоянных жителей было: в 1782 — 100 душ мужского пола, в 1859 — 329, в 1897 — 440, в 1908 — 654, в 1920 — 596, в 1926 — 570, в 1938 — 226, в 1949 — 108, в 1958 — 98, в 1970 — 130, в 1979 — 97, в 1989 — 39, в 2002 — 37 (русские 92 %), 21 — в 2010.